# Señorita Medianoche
Señorita Medianoche fue una telenovela argentina dirigida por Julio Saraceni para Canal 11 (actualmente Telefe) en 1963. Estuvo protagonizada por Lolita Torres, Rodolfo Salerno y José María Langlais.

## Elenco
- Lolita Torres - Beatriz
- Rodolfo Salerno - Mauricio
- José María Langlais - Osvaldo
- Tono Andreu - Aristóteles
- Julián Pérez Ávila - Matías
- María Armand - Madame Juri
- Norberto Blanco - Dr. Balboa
- María Luisa Blasco - Mucama
- Miguel Ligero - César
- Juan Carlos Palma
- Susana Rinaldi - María
- Marcos Zucker - Ramiro

## Elenco técnico
- Historia: Abel Santa Cruz
- Escenografía: Horacio de Lázzari - Julio Mendoza
- Vestuario: Jean Cartier
- Coordinación: Héctor Maselli
- Cámara: Alberto Moneo
- Dirección: Julio Saraceni